# Том Хадлстон
Томас Ендру Хадлстон (енгл. Thomas Andrew Huddlestone; Нотингем, 28. децембар 1986) је енглески фудбалер, који тренутно игра за Хал Сити.

## Каријера
Хадлстон је дебитовао за први тим Дарби каунтија на почетку сезоне 2003/04. против Стоук ситија, на ком је изгласан за играча утакмице.
За Тотенхем је потписао јануара 2005. иако је до краја сезоне остао у Дарбију.
Првих неколико месеци је провео на позајмици у Вулверхемптону где је постигао свој први гол. Када се вратио са позајмице, за Тотенхем је дебитовао у поразу од Фулама 1:0.